# Нирвана
Нирва́на, Нибба́на (от санскр. निर्वाण, IAST: nirvāṇa, пали nibbāna — «угасание», «прекращение», «отсутствие» волнения, беспокойства, неудовлетворённости, нетерпения, страстей) — понятие индийской религиозной мысли, обозначающее высшую цель и наиболее глубокую реализацию всех живых существ, прежде всего — людей, осуществляемую в ходе освоения практики медитации и играющее важнейшую роль в буддизме. Нирвана предполагает полное искоренение аффектов (клеши) и эгоцентрических привязанностей (ашая). Существует множество определений понятия «нирвана», но обычно оно связывается с состоянием освобождения от неудовлетворенности и беспокойства (духкха), свойственных бытию в сансаре. Хотя сам термин имеет добуддийское происхождение, он был разработан в буддийской философии. В буддизме нирвана имеет ряд взаимосвязанных определений:
- свобода от желаний, привязанностей и страданий, то есть, отсутствие их влияния на события жизни;
- освобождение от страдания, от круга рождений и смертей (сансары);
- состояние, в котором элементы (дхармы) потока сознания (читта-сантана) «пребывают в покое»;
- высшая цель устремлений практикующих буддийскую йогу в раннем буддизме и тхераваде, достижимая после искоренения всех омрачений (клеша), отравляющих сознание ядом вожделения, гнева, невежества; такое состояние называют «нирвана с остатком»[3].

Нирвана с остатком (упадхишеша-нирвана) обретается при жизни буддийского адепта, подобный человек становится архатом. В палийских суттах различают также «нирвану без остатка» (анупадхишеша-нирвана, или паринирвана, пали париниббана) — окончательный разрыв с миром страданий (духкха), который обычно совпадает с физической смертью, при этом происходит окончательный распад скандх. Кроме этих двух видов, иногда называют «непостоянную нирвану» — состояние Будды, превзошедшего все крайности бытия, сансару и нирвану; об этом состоянии говорят как об умиротворении (шанти) и неком «мире нирваны» внутри «мира сансары».
В позднем индийском и в тибетском буддизме (махаяна) используется понятие «естественной нирваны» или пустоты (шуньята).
Мастер тибетской школы ньингма Лонгчен Рабджам (XIV в.) связал нирвану с ригпа («естественным безначальным состоянием блаженства» Изначального будды Самантабхадры).
По поводу того, как именно надо понимать природу нирваны, среди буддологов и приверженцев буддизма всегда велись и продолжают вестись споры.
В брахманизме и индуизме нирвана — слияние с Брахманом.
В буддизме нирвана реализуется у существа, достигшего Пробуждения (бодхи).
Российский буддолог А. В. Парибок в своём переводе компедиума буддийского учения «Милиндапаньха» (1989) чаще всего переводит слово «ниббана» (аналог санскр. нирвана) палийского текста словом «покой» (кроме тех случаев, где речь идёт о специальной терминологии буддийского учения).

## Нирвана в буддизме

### Общие понятия
Слово «нирвана» происходит от санскритского слова «нир», что значит «угасание», «затухание». На этом основании буддологи XIX века понимали нирвану как полное умирание, полное прекращение жизни и бытия, и обвиняли буддизм в пессимизме. Многие европейские мыслители интерпретировали нирвану как «ничто», и видели в буддизме форму нигилизма. Но в палийских никаях нирвана отождествляется не с «ничто», а с «погашением» аффектов (клеша, ашая), «искоренением» эгоцентрических взглядов (саткая-диттхи), прекращением приумножения словесно-ментальных конструкций (прапанча), а также с состоянием покоя, умиротворённости (шанти), предельного сосредоточения (самадхи). Буддийские тексты объясняют нирвану следующим образом. «Подобно тому, как прекращает гореть лампада, когда иссякает масло, питающее огонь, или подобно тому, как прекращает волноваться поверхность моря, когда прекращается вздымающий волны ветер, точно так же прекращаются все страдания, когда иссякают все аффекты и влечения, питающие страдания.» То есть, угасают именно страсти, привязанности и прочие омрачения (клеши), а вовсе не бытие. В «Ниббана паньха сутте» («Вопрос о ниббане», СН 38.1) говорится, что уничтожение жажды (рагаккхайо), уничтожение злобы (досаккхайо), уничтожение заблуждения (мохаккхайо) называется «ниббаной». В «Махапариниббана-сутте» («Большая сутта о достижении ниббаны», ДН 16) ниббана понимается как состояние, свободное от любой зависимости. В Палийском каноне встречаются такие эпитеты к слову «ниббана»: бессмертная (амата-), неумирающая (амарана-), постоянная (ничча-), устойчивая (дхува-), несозданная (абхута-), непогибающая (ачьюта-), бесстрашная (акутобхайа-), бесконечная (ананта-, атьянта-), исполненная покоя (кхема-), успокоенная (санта-). В позднейшей литературе употребляется в связи с нирваной термин «реальность» (васту).
Через 500 лет после Будды Нагарджуна в своём трактате «Ратна-авали раджа-парикатха» («Драгоценные строфы наставления царю») писал:

Неверно, что нирвана есть небытие.
Но разве [можно представить] её бытие?
Прекращение раздумий о бытии и небытии
Называется нирваной.

Нирвана, о которой говорил Будда, — не бог, не безличный абсолют и не субстанция (буддизм в принципе не признаёт субстанций, см. Анатмавада). Нирвана — это состояние свободы и внеличностной или надличностной полноты бытия. А. В. Парибок пришел к выводу, что в раннем буддизме «нирвана... не есть... психическое и вообще какое бы то ни было состояние». Во-первых, в буддийской традиции опыт нирваны понимался как окончательный. Осуществленная индивидуумом нирвана есть его постоянная, длящаяся с самого момента осуществления и неотменимая характеристика. Однако будды и архаты бывают в разных психических состояниях. Например, состояние нравственно положительное (предпринимание действий на благо других) сменяется состоянием нравственно нейтральным (пребыванием в покое). И одно состояние (комбинация дхарм) не может быть фоном для другого состояния (комбинации дхарм). Во-вторых, в «Аджата-сутте» («Итивуттака» II.16, КН) Будда говорит о нирване: «Есть нерожденное, не ставшее, не сделанное, несоставное». Однако, согласно буддийскому учению, любое состояние имеет причины (см. Пратитья-самутпада). Поэтому «нирвана... трактуется Буддой негативно: не как эталонное состояние, а как положение дел, когда целый класс состояний невозможен, — в частности, состояния, в которых присутствует злость, страсть или глупость».
Согласно распространённому взгляду, Будда, пережив «просветление» (бодхи), освободился от «жажды» (тришна). Тем самым он пресёк корень будущих перерождений, что сделало возможным переживание «нирваны с остатком», то есть с продолжением жизни до исчерпания последствий кармы прошлых рождений. В момент смерти тела Будда пережил «нирвану без остатка», или паринирвану — окончательное исчезновение из трёх планов существования: сферы чувственного (кама-дхату), сферы форм (рупа-дхату), сферы не-форм (арупа-дхату).
В «Абхидхармакоше» и в «Милинда-паньхе» подчёркивается, что, хотя нирвана и беспричинна, переживание её является результатом прохождения адептом ступеней медитации (дхьяна, самапатти). Сиддхартха Гаутама обучался медитации у йогинов Алары Каламы и Уддаки Рамапутты, и достиг 7-й и 8-й самапатти, которые они практиковали. Но, по признанию Будды, это не привело его к нирване. Позже он достиг самостоятельно 9-й ступени медитации (санджня-ведита-ниродха, или ниродха-самапатти), и обучал ей своих последователей. Считается, что Будда в результате прохождения всех ступеней дхьяны (концентрации сознания) и опыта пробуждения (бодхи) открыл четыре благородные истины и достиг состояния, называемого «нирвана».
В буддизме путь достижения нирваны — это Благородный Восьмеричный путь (арья-аштанга-марга), провозглашённый Буддой в Четвёртой благородной истине («Дхамма-чакка-паваттана сутта», СН 56.11). Восьмеричный путь состоит из трёх «блоков практик»:
1. Шила — культивирование нравственности: правильная речь (вач), правильные действия (карма), правильный образ жизни (аджива).
2. Самадхи — культивирование психики: правильные усилия (ваяма), правильное осознавание (смрити), правильное сосредоточение (самадхи). Соответствует шаматхе.
3. Праджня — культивирование мудрости: правильные воззрения (диттхи), правильные намерения (санкальпа). Соответствует випашьяне[16].

Многие буддийские авторы подчеркивают, что начало продвижения по пути должно предваряться знакомством с четырьмя благородными истинами и доверием к ним. Описание первоначального уровня буддийского пути исходит из понятий «феноменальный мир» (сансара) и «страдание» (духкха), которые конкретизируются как рождение, болезнь, старость, смерть, неудовлетворенность от соединения с неприятным, разъединения с приятным, недостижения желаемого. Описание конечного уровня передается терминами «нирвана», «ниродха», «нирмокша», «нирврити», «нирведа», которые являются отрицательными к элементам описания первоначального уровня. Согласно лекции известного буддийского учителя Махатеро Анандамайтреи (1896—1998), в текстах тхеравады термином «ниббана» обозначаются различные переживания, которые можно классифицировать на шесть типов, соответствующих стадиям покоя: 1) миччадитти-ниббана («миччадитти» — пали «ложный взгляд») — блаженство от услаждения пяти чувств, чувство счастья от приятных ощущений; 2) саммати-ниббана — счастье в общепринятом смысле слова, освобождение от проблем и забот, удачливость и спокойствие; 3) таданга-ниббана — счастье вследствие бескорыстной помощи другим, мотивированной состраданием (каруна); наполненность ума любовью (метта), великодушием, скромностью; 4) виккамбхана-ниббана — джханическая радость, счастье от практики концентрации (джхана, саматха) на одном из сорока подходящих объектов, упоминаемых в буддийских сутрах; блаженство от ощущения легкости, чистоты и ясности ума; 5) самуччеда-ниббана — бесстрастность, возникшая в результате частичного разрушения пагубных страстей (килеса) вследствие осознания четырех благородных истин и проникновения в истинную природу явлений (випассана); 6) патипассади-ниббана — опыт покоя, обретенный в результате полного устранения страстей и «душевной усталости» (киламатха), остававшейся после разрушения страстей. В процессе дальнейшей практики обретается ниссарана-ниббана, или ниббана-дхату («мир нирваны»). Ниббана-дхату святого (араханта) называется «саупадишеса-ниббана». Ниббана-дхату араханта после смерти его тела — «анупадишеса-ниббана». Эквиваленты палийского термина «ниббана» — «ниббути» и «вимутти». Переживание состояния нирваны в буддизме часто обозначается понятием амата, абсолютного духовного достижения, таковости (в сутрах махаяны), разрушающей причинно-следственную связь кармического существования.
Сутта-питака характеризует нирвану как «освобождённый ум (читта), не имеющий более привязанностей». Ум более не идентифицируется с феноменами бытия, он становится непреходящим, тем самым становясь освобождённым. В то же время Будда избегает говорить о «вечности» или «не-вечности» нирваны, о наличии у реализовавшего её «личностных качеств» или отсутствии оных и т. п. «Апофатический» метод описания нирваны, тем не менее, не мешает воспринимать её в позитивном ключе. Нирвана обозначает собой окончание незнания (авидьи), погружающего ум в бесконечную череду перерождений, зависимого существования (сансару). Нирвана является и необусловленной реальностью, и благородным умом, постигшим Истину одновременно.
Е. А. Торчинов описывает буддийское понимание нирваны следующим образом:

«Как правило, буддийские тексты не содержат позитивного описания нирваны. Более того, вопрос о природе и характеристиках нирваны относился к тем, в ответ на которые Будда хранил „благородное молчание“: состояние нирваны принципиально выходит за пределы области эмпирического знания и соответствующего ей языка описания. Поэтому лучшим определением нирваны может быть или молчание, или отрицательное определение (типа „ни то, ни то“), или перечисление того, чем нирвана не является. В целом, нирвана в буддизме — некая принципиально отличная от эмпирической форма внеличностного бытия. Согласно абхидхармистской философии, нирвана является одной из асанскрита дхарм, то есть потенциально присутствующим (но не актуализирующимся в профаническом состоянии, не „являющимся“) в сознании каждого живого существа элементарным психическим состоянием. Именно из этой теории ведут своё происхождение позднебуддийские концепции о наделённости всех живых существ природой будды или о присутствии в каждом живом существе „зародыша“ состояния будды (татхагатагарбха)». 
В. Г. Лысенко, рассуждая о том, можно ли считать «невыразимость нирваны» отказом Будды говорить о существовании или не-существовании нирваны, связывает позицию Будды с его позицией при ответе на «бесполезные вопросы» (авьякрита) и делает вывод, что из-за принципиальной необъяснимости нирвана является «предметом только практики, а не рассуждений». Среди «бесполезных вопросов» есть четыре, связанные с нирваной и сформулированные в логике тетралеммы (греч.; санскр. чатушкотика): «существует» ли или «нет», или «и да и нет», или «ни да ни нет» татхагата после смерти. А. В. Парибок высказал следующую гипотезу, объясняющую отказ Будды отвечать на данные вопросы. «Татхагата» и «бытие» суть термины для одного и того же. Предикат «существовать» по отношению к субъекту «бытие» или «татхагата» логически несообразен. И суждения «бытие существует» и «бытие не существует» неправильны, также неправильны их конъюкция и конъюкция их отрицаний. И если бы кто-то догадался задать вопрос иначе, а именно: «Верно ли, что татхагата после смерти и бытие — это одно и то же», то вероятно Будда ответил бы «да». В случае правоты гипотезы «Будда имел в виду то, что впоследствии вошло в буддийскую теорию под названием дхармакая». Архат (тот, «кто засвидетельствовал прижизненную нирвану») «после смерти сливается с дхармакаей, а к ней приведенные выше суждения неприложимы».
Геше школы гелуг Джампа Тинлей Вангчен (р. 1962) даёт следующее определение нирваны с позиций махаяны:
«Нирвана (санскр. nirvāna, тиб. mya ngan 'das) — полное пресечение страданий и источника страданий:
- Непребывающая нирвана — состояние будды, пустота ума, полностью свободного от всех омрачений и реализовавшего весь свой благой потенциал. Будда не пребывает только в медитации на пустоту. Одновременно, не выходя из медитации на пустоту, он может являть миллионы разных тел для помощи живым существам.
- Пребывающая нирвана — нирвана хинаянских архатов. С точки зрения Махаяны — крайность покоя. Пребывание в течение множества кальп в медитативном сосредоточении, в состоянии ума, свободного от омрачений. Бывает двух видов:

1. Нирвана с остатком — нирвана архата, достигшего освобождения при жизни. Его скандха формы является остатком, поскольку была рождена под влиянием неведения.
2. Нирвана без остатка — нирвана архата после его смерти».

В философии буддизма махаяны теоретическая основа «непребывающей нирваны» — учение о «Трех телах Будды»: из Дхармакаи Будда проявляется как Самбхогакая, из Самбхогакаи — как Нирманакая. Такая нирвана называется непребывающей потому, что пребывает вне крайностей как непросветленного, сансарического существования, так и просветленного покоя индивидуальной (пребывающей) нирваны.

### Нирвана и сансара
В соответствии с доктринами изначального буддизма, нирвана поначалу рассматривалась как контраспект сансары. Тхеравада сохранила раннебуддийское противопоставление нирваны и сансары в ранге основной проблемы обретения освобождения. Данное противопоставление считается определяющим в избежании страданий сансары и достижении освобождения через нирвану. В отличие от махаянистских школ, тхеравада продолжает считать двойственность нирваны и сансары непреодолимой, два этих контраспекта действенны для всех, до периода ухода в нирвану без остатка — паринирвану, включая Будду и архатов. Как показательный пример этой двойственности, приводится история Будды до перехода его в паринирвану, когда он был ещё на земле: он уже достиг нирваны, но с остатком, то есть ещё пребывал в сансаре, ибо был воспринимаем органами чувств окружающих.
В вайбхашике и ранних школах буддизма и сансара, и нирвана реальны. В философской школе тхеравады саутрантика сансара реальна, нирвана нереальна (нереальна отдельно от сансары).
Позже, со времён Нагарджуны, появились учения, объявляющие нирвану тождественной сансаре. Эти учения и составили философский фундамент Махаяны. Учение о тождественности сансары и нирваны имеет две интерпретации, которые традиционно используются в буддизме Махаяна:
1. Сансара является иллюзорным аспектом нирваны, который сконструирован различающим сознанием. Иллюзия сансары исчезает после постижения истинной реальности, подобно тому, как исчезает змея, за которую по ошибке была принята в темноте верёвка, после осознания этой ошибки.
2. Релятивистская интерпретация. Поскольку сансара является сансарой лишь относительно нирваны, а нирвана такова лишь относительно сансары, то ни сансара, ни нирвана не обладают самобытием. Они бессущностны и пусты, и их общая подлинная природа, татхата, есть пустота, шуньята. Бодхисаттва, постигая пустотность сансары и нирваны, обретает состояние Будды[27].

В философской школе махаяны мадхьямака и сансара, и нирвана нереальны (по отдельности нереальны). В философской школе махаяны йогачара, или виджнянавада, сансара нереальна, нирвана реальна.

## Нирвана в индуизме
В индуизме освобождение из колеса сансары и преодоление эгоцентрированного существования известно как мокша. Состояние нирваны достижимо только как следующая ступень после мокши. Нирвана упоминается в нескольких частях Махабхараты с разными оттенками понимания. В Бхагавад-гите используется понятие «нирвана Брахмо» («Брахманирвана»):

 Кто может уже здесь, ещё не свободный от тела, преодолеть стремление, возникающее от вожделения и гнева, тот предан, тот счастливый человек.

 Кто счастлив внутри, радуется внутри, кто также озаряется изнутри, тот, йогин, достигает сущности Брахмо, нирваны Брахмо.

 Получают нирвану Брахмо риши, уничтожившие грехи, расторгшие двойственность, обуздавшие себя, радующиеся благу всех.

 Для отрешившихся от вожделения и гнева, подвизающихся, обуздавших мысли, познавших Атмана, близко пребывает нирвана Брахмо.
К. Н. Упадхая в работе «Влияние раннего буддизма на индуистскую мысль» высказал мнение, что термин «нирвана» был заимствован индуистами у буддистов, поскольку он не встречается в добуддистских Упанишадах.
Однако Б. Л. Смирнов в комментарии к своему переводу Бхагавад-гиты указал, что слово «нирвана» было известно ещё до возникновения буддистской философии.

## Нирвана в джайнизме
В джайнизме нирвана (мокша, «освобождение») понимается как освобождение от «кармического вещества» и достигается в процессе религиозной практики, прежде всего — медитации, при отсутствии притока новых карм (в джайнизме кармы — это разновидности особого вещества, составляющие кармическое тело дживы). У освобождённого дживы возникают абсолютная праведность, абсолютное воззрение, абсолютное познание и совершенство (сиддхатва). Сразу после достижения нирваны джива взлетает вверх и летит до вершины вселенной, где находится обитель сиддхов — Сиддхакшетра. Несмотря на то, что все освобождённые дживы, достигшие Сиддхакшетры, в равной мере наделены праведностью, всеведением и познанием, они отличаются друг от друга по ряду параметров. Также, как и в других индийских религиях, у джайнов нирвана определяется негативно, то есть как «свобода от», а не «свобода для».